# POLR2A
 Субъединица RPB1 ДНК-управляемой РНК-полимеразы II , также известная как  RPB1 , — фермент, кодируемый у человека геном  POLR2A  .

## Функция
Этот ген кодирует большую субъединицу РНК-полимеразы II, полимеразы, ответственной за синтез РНК у эукариот. Продукт этого гена содержит карбоксильный C-Конец, состоящий из гептапептидных повторов, необходимых для полимеразной активности. Эти повторы содержат сериновые и треониновые остатки, которые в активном состоянии фосфорилируют транскрипцию РНК-полимеразы. Кроме того, эта субъединица, в сочетании с некоторыми другими субъединицами полимеразы, образует ДНК-связывающий домен полимеразы, в котором матричная ДНК транскрибируется в РНК.

## Взаимодействия
POLR2A, как было выявлено, взаимодействует с:
- BRCA1,[2][3][4][5]
- CREBBP,[6]
- CTDP1,[3]
- CDK8,[6]
- GTF2B,[3]
- GTF2F1,[3][6]
- GTF2H4,[3]
- MED21,[3][6][7]
- MED26,[8]
- PCAF,[6]
- POLR2C,[9]
- POLR2E,[9]
- POLR2H,[9]
- POLR2L,[9]
- PQBP1,[10]
- SMARCA2,[6][11][12]
- SMARCA4[11][12][13]
- SMARCB1,[6][11][12]
- SMYD3,[14]
- SND1,[15]
- SUPT5H,[16][17]
- TAF11,[3]
- TBP,[3]
- TCEA1,[18][19][20]
- TCERG1,[21] and
- ZNF74.[22]